# Hope Town
Pour les articles homonymes, voir Hope Town (homonymie).

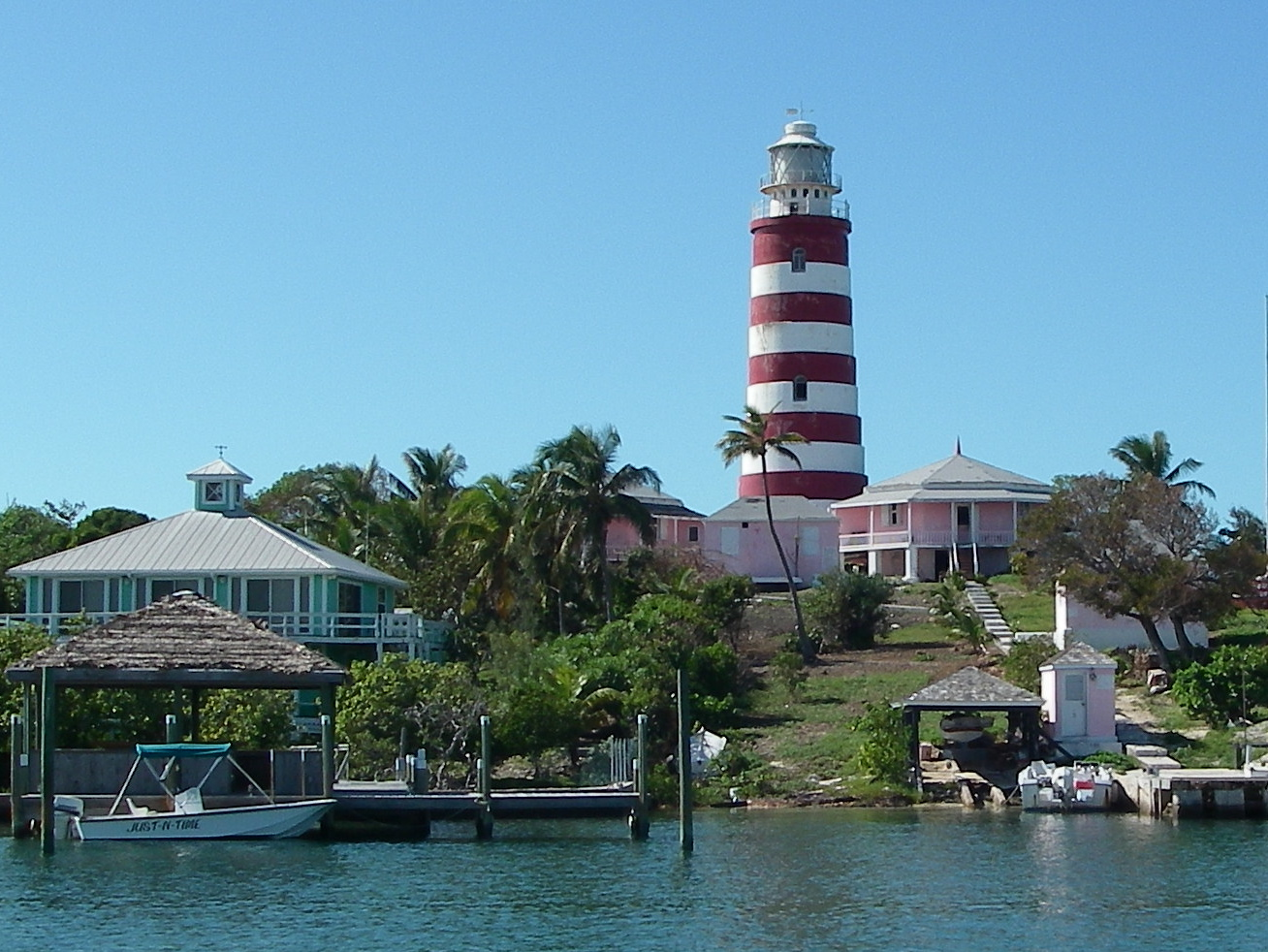
Le phare de Hopetown

Hope Town est une petite ville des Bahamas, située dans le nord de l'île de Elbow Cay dans les îles Abacos.

## District
Hope Town est l'un des 32 districts des Bahamas. Il rassemble les îles de Elbow Cay, Tilloo Cay, Lynyard Cay, Lubbers Quarters, Guana Cay, Man-O-War Cay et quelques autres petites îles et porte le numéro 15 sur la carte.

## Sources
- Statoids.com